# Rhizothrix pubescens
Rhizothrix pubescens är en kräftdjursart som beskrevs av Por 1959. Rhizothrix pubescens ingår i släktet Rhizothrix och familjen Rhizothricidae. Inga underarter finns listade i Catalogue of Life.